# Escorreplats

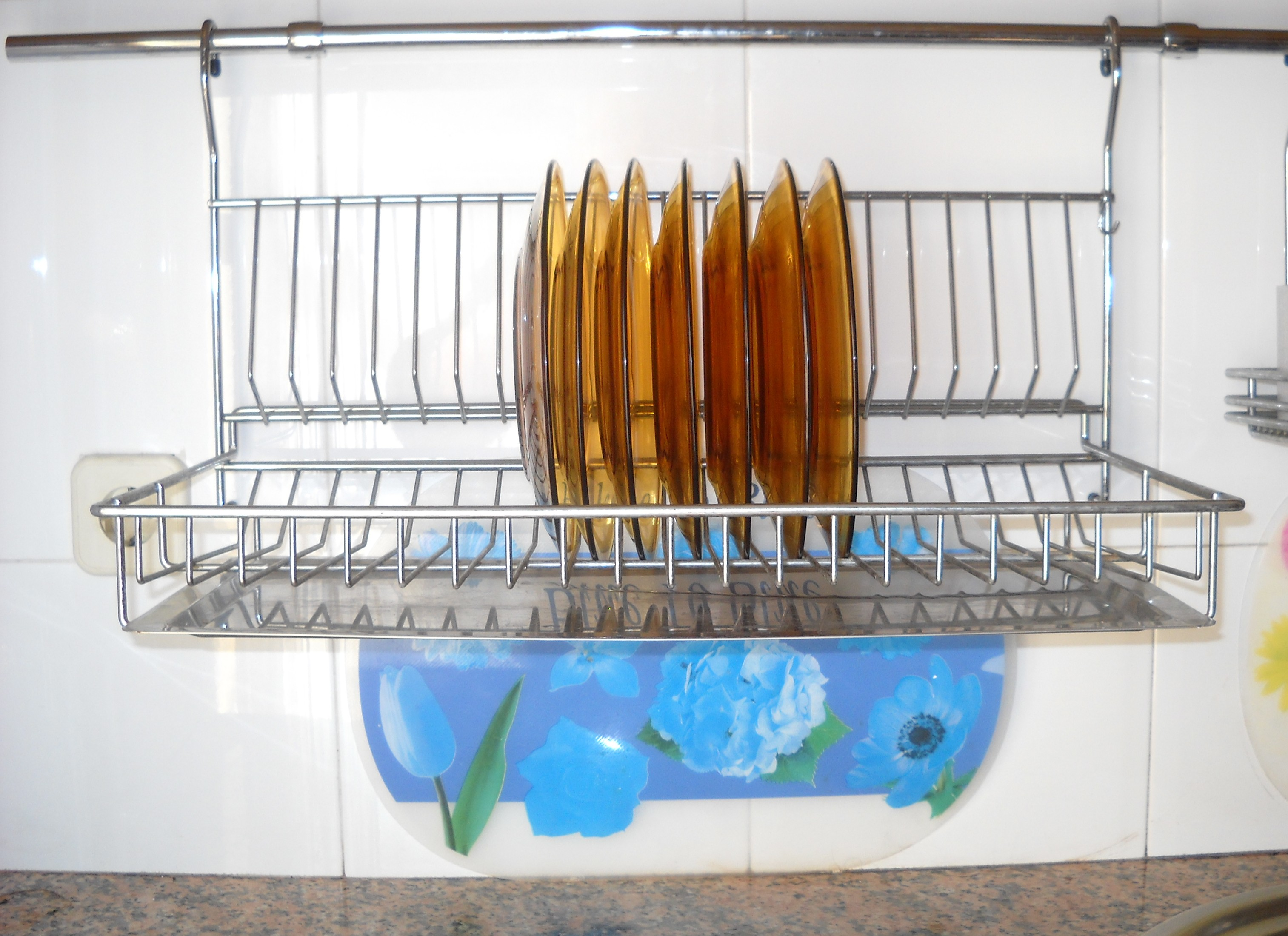
Escorreplats plegable d'acer inoxidable

Un escorreplats és un bastiment amb un engraellat, que s'utilitza a la cuina, damunt del qual es col·loquen els plats escurats perquè degotin i s'eixuguin, havent-los esbandit abans o no. També pot anar penjat damunt de l'escurador.
Fins recentment solien ser de fusta amb tipus molt variats de dissenys, hi havia una mena de confecció però, molt típica de Catalunya, que consistia en un marc gruixut de fusta amb una sèrie d'entalls paral·lels per la vora interior (en 90° per muntatge horitzontal o 45° per muntatge vertical), d'una llargària que capigués horitzontalment sobre la pica de rentar plats o bé verticalment a la paret del costat i una amplada que depenia del diàmetre dels plats que s'hi volia posar. Es feia servir com a armari, puix que els plats s'hi deixaven encara que s'haguessin eixugat o assecat, tapats amb draps de cuina, fins que es tornaven a fer servir.
Aquests darrers anys se n'han fabricat principalment d'acer inoxidable (plegables o no) amb una placa per a recollir l'aigua a la base, que permet de mantenir seca la taula de suport. Se'n troben també de materials més lleugers, per exemple de plàstic.
Dins de la gran varietat de models plegables fets amb tota classe de materials i dissenys, en destaca per la seva simplicitat, un de gran difusió fet amb llistonets de fusta popularitzat per certs grans magatzems escandinaus. És fet de múltiples llistonets paral·lels units pels seus extrems amb quatre llistonets transversals, fent dos grups (un sí un no, tots els parells i tots els senars), i que giren respecte a un eix que en travessa el punt mitjà, fins a ser oberts en forma de creu de Sant Andreu.
La resistència del metall i del plàstic permet que alguns escorreplats fets d'aquests materials tinguin uns crocs on es poden penjar els gots cap per avall perquè s'escorri bé l'aigua, quan no es volen posar al rentaplats. Poden tenir fins i tot un receptacle per a posar-hi els coberts.

## Noms populars
Rep el nom d'eixugaplats, escorredor(a), degotador, eixugador, plater, tinell, rastell o escudeller.